# Klinket

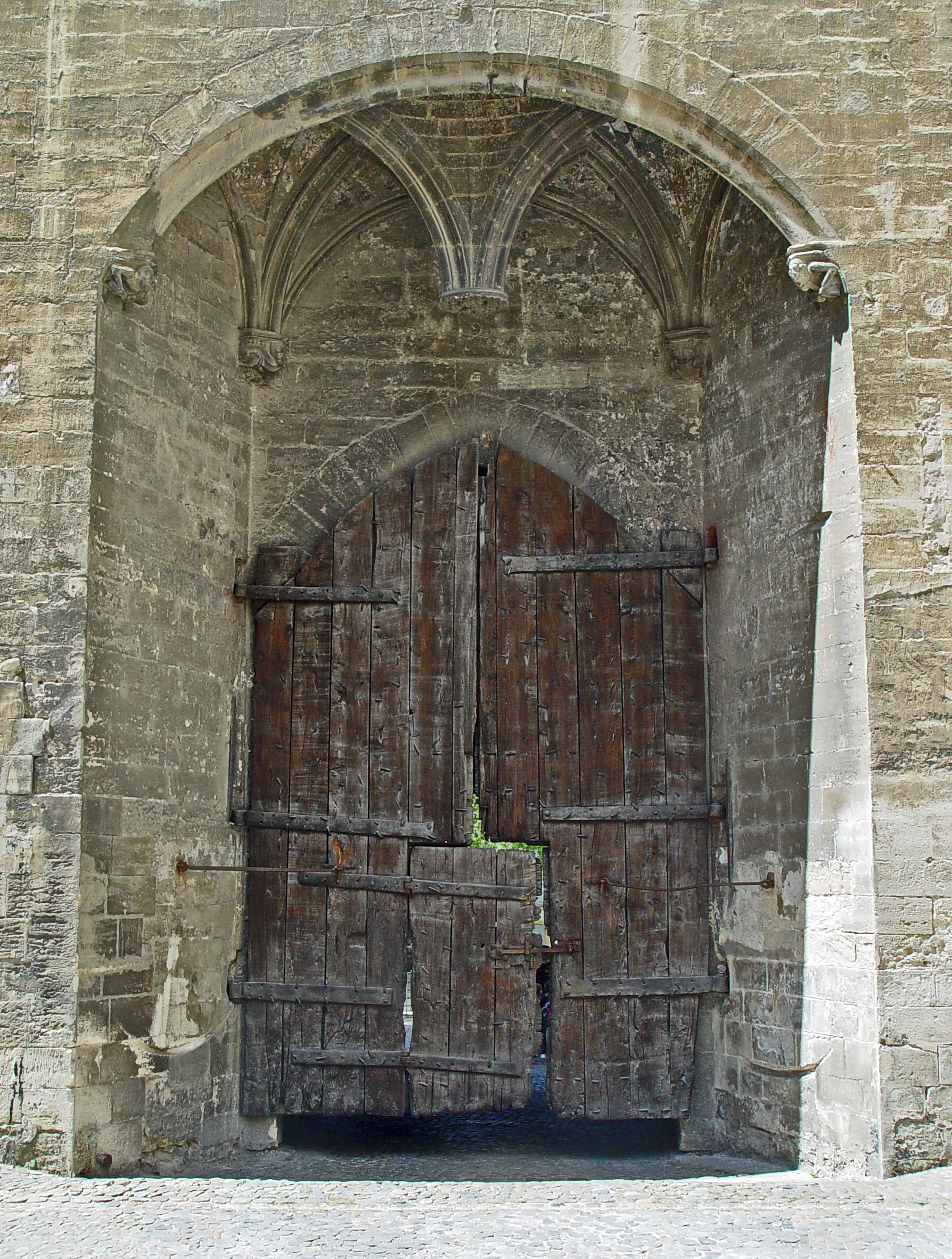
Een klinket in het Palais des Papes (Avignon).

Een klinket, ook wel winket of loopdeur genoemd, is een voetgangersdeur of -poort, die in een grotere deur of muur of een groter hek is ingebouwd. 

## Gebruik in vestingwerken

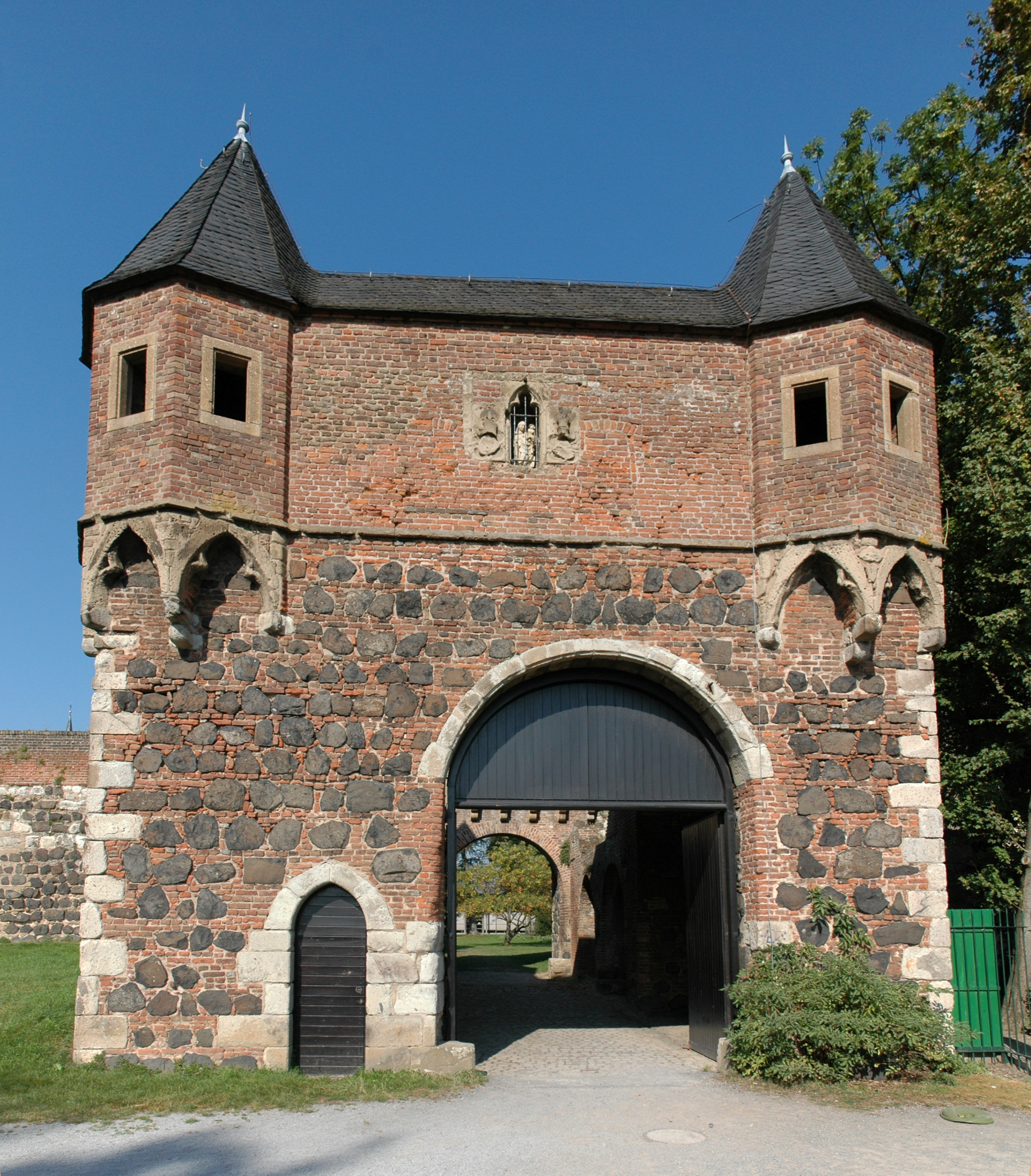
De zuidpoort van kasteel Friedestrom met een afzonderlijke voetgangerspoort.

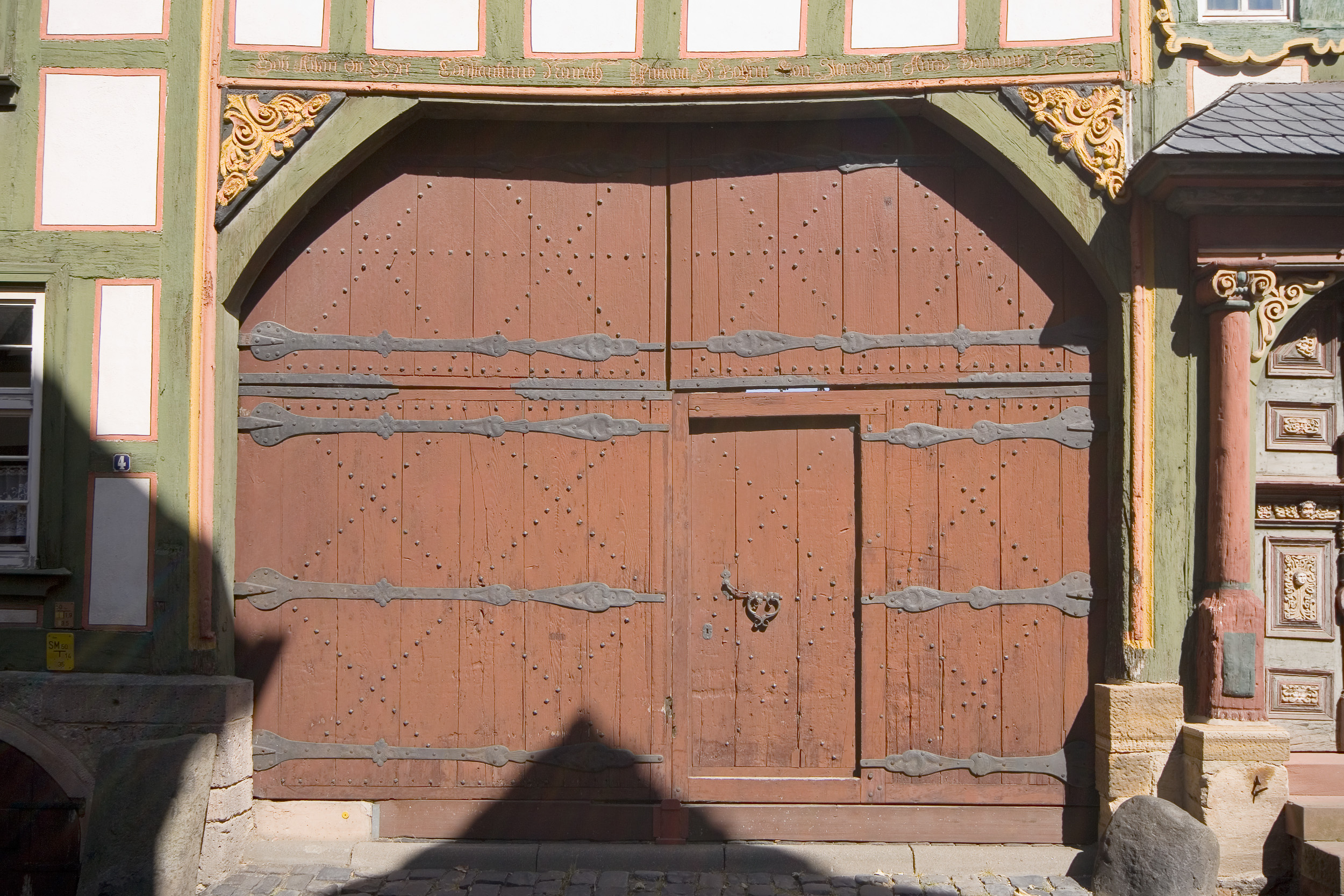
Poort en klinket van het nieuwe stadhuis van Alsfeld.

Klinketten zijn doorgaans kleine, smalle deuren in kerkmuren en de wanden van boerenschuren, maar komen met name voor binnen een grotere kasteel- of stadspoort. De laatste waren vaak dubbele poorten, groot en zwaar, ontworpen om de doorgang van wagens, koetsen en ruiters mogelijk te maken. Het doel van klinketten was het vermijden van het risico dat de volledige hoofdpoorten van het kasteel of de stad moesten worden geopend voor slechts één of enkele voetgangers. Omdat het klinket slechts één persoon breed was, kon er slechts één persoon tegelijk doorheen, en konden de bewakers de toegang beter controleren. In de middeleeuwen maakten kleine deuren in de stadsmuren het ook mogelijk voor laatkomers binnen te treden nadat de hoofdpoorten gesloten waren.
Het klinket komt ook voor in schuurdeuren (zgn. baanders of mendeuren) van historische boerenschuren. Tegenwoordig wordt het klinket nog wel in garagedeuren ingebouwd, waar de naam loopdeur algemener is.
Indien het een aparte, smalle ingang naast de hoofdpoort betreft, mag er gesproken worden van een voetgangerspoort. Dit type dubbele ingang is echter nogal ongebruikelijk en was alleen de moeite waard op grote locaties waar veel verkeer was. Het wordt bijvoorbeeld gevonden in het Elzasser kasteel van Hohlandsbourg, de Hochburg in Emmendingen, het keurvorstelijke kasteel van Friedestrom in Keulen en bij kasteel Schaunberg in Oostenrijk. De smalle zijingang kon worden beschermd door een individuele ophaalbrug en soms zelfs uitmonden in een poortdoorgang die gescheiden was van de hoofdingang, zoals bijvoorbeeld bij kasteel Hohenwang.
De goed zichtbare klinketpoortjes in de hoofdpoorten mogen niet worden verward met de kleine, verborgen uitvalpoorten in de muren van kastelen en vestingwerken. Deze kleine openingen werden in tijden van belegering gebruikt om te ontsnappen en militaire invallen uit te voeren.

## Ander gebruik
Een klinket wordt ook gebruikt als een opzichzelfstaande poort die een gemakkelijke secundaire toegang verleent, bijvoorbeeld aan de achterkant van een ommuurd park of een ommuurde tuin.  
De cricketterm "wicket" komt van dit gebruik. 
"The Wicket Gate", vertaald naar het Nederlands als "De Enge Poort", is een belangrijk kenmerk van John Bunyan's 17e-eeuwse christelijke allegorie De Christenreis naar de Eeuwigheid. Deze poort vormt het eerste stadium van de weg die Christen aflegt om het Koninkrijk Gods binnen te kunnen gaan, en is Bunyans toepassing van Jezus' woorden in Mattheus 7:13-14: "Gaat in door de enge poort; want wijd is de poort, en breed is de weg, die tot het verderf leidt, en velen zijn er, die door dezelve ingaan; Want de poort is eng, en de weg is nauw, die tot het leven leidt, en weinigen zijn er, die denzelven vinden."